# Contax-N-System
Unter dem Markennamen Contax vertrieb Kyocera von 2000 bis 2005 ein Kleinbild-Spiegelreflexkamera-System, das als Contax-N-System bezeichnet wurde.

## Überblick
Auf der Photokina 2000 überraschte Kyocera mit der Ankündigung eines komplett neuen Contax-Systems. Das bisherige mit Yashica kompatible Contax-Kleinbild-SLR-System (das C/Y- oder auch RTS-System genannt), war durch zaghafte und verzögerte Anpassung an den technischen Stand bei gleichzeitig sehr hohem Qualitätsniveau gekennzeichnet. Nun wurde ein komplett neues System mit neuem Objektivbajonett vorgestellt. Das Bajonett hatte einen ungewöhnlich großen Durchmesser, das Auflagemaß war mit 48 mm ebenfalls besonders groß. Damit wurde bereits den Anforderungen digitaler Spiegelreflexkameras mit Vollformatsensor entsprochen, die einen Strahlengang möglichst senkrecht zur Sensoroberfläche benötigen.
Das Contax-N-System umfasste die Kameras N1, NX und N Digital sowie ein umfassendes Zubehörsortiment. Die Objektive stammten auch weiterhin von Zeiss, die Objektivauswahl blieb aber immer bescheiden und erreichte nicht annähernd den Umfang des Angebots an Zeiss-Objektiven für das Contax/Yashica-System. Dadurch und aufgrund des auch für Contax-Verhältnisse ungewöhnlich hohen Preisniveaus hatte das Contax-N-System wenig Erfolg. Viele frühere Nutzer der früheren Contax-Kameras waren längst zu Systemen anderer Hersteller gewechselt, die anderen blieben zu einem großen Teil dem alten System treu, das in bescheidenem Ausmaß auch weiter gepflegt wurde.
Am 12. April 2005 kündigte Kyocera seinen Rückzug aus dem Bereich der Fototechnik zum 30. September 2005 an. Damit wurde auch nach nur fünf Jahren das Contax-N-System aus dem Verkauf genommen. Der Markenname Contax gehört weiterhin der Carl Zeiss AG, die zunächst auch nach einem neuen Partner für das Contax-N-System suchte. Es gibt derzeit allerdings keine Anzeichen für eine Zukunft des Systems.

## Kameras

### Contax N1

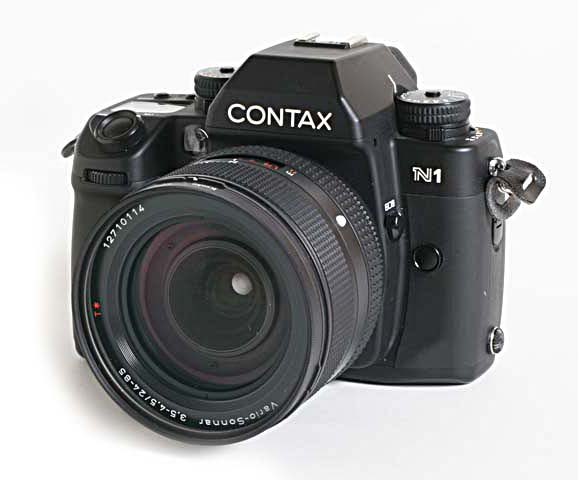
Contax N1 mit Vario-Sonnar 24–85

Die erste Kamera des neuen N-Systems war 2000 die Contax N1. Gegenüber früheren Contax-Kameras aus dem Contax/Yashica-System wurden zwar einige typische Besonderheiten beibehalten, wie z. B. das Verschlusszeitenwählrad links vom Sucher, das gesamte Erscheinungsbild war aber neu gestaltet und für Contax eher untypisch. Das Kameragehäuse war in Metall/Kunststoff-Mischbauweise gefertigt, schon dadurch wurde klargestellt, dass die neue N1 kein Nachfolger der professionellen Contax RTS III sein sollte. Funktionell allerdings blieben keine Wünsche offen. Die N1 war die erste Contax mit einem Autofokus nach dem üblichen Funktionsprinzip mit Fokussierung des Objektivs, nachdem die Contax AX vorher das ungewöhnliche Prinzip der Fokussierung über Bewegung der Filmebene realisiert hatte. Der Autofokus hat 5 Fokussierpunkte, einen in der Mitte und vier auf den Formatdiagonalen liegende. Die vier außenliegenden Fokussierpunkte können gruppenweise ausgewählt werden. Neu ist die Funktion des Fokus-Bracketing, bei der nach dem Prinzip der Belichtungsreihe mehrere Aufnahmen mit geringfügig abweichender Fokussierung gemacht werden. Übereinstimmend wurde allerdings die geringe Geschwindigkeit des Autofokussystems bemängelt.
Die Contax N1 verfügt über Zeit-, Blenden- und Programmautomatik sowie Nachführmessung. Die kürzeste Blitzsynchronzeit beträgt 1/250 s, als kürzeste Verschlusszeit kann 1/8000 s eingestellt werden.

### Contax NX
Als preisgünstige Alternative zur Contax N1 erschien 2002 die in einigen Punkten vereinfachte Contax NX. Die wesentlichsten Unterschiede sind der langsamere Verschluss (kürzeste Blitzsynchronzeit 1/125 s statt 1/250 s, kürzeste Verschlusszeit 1/4000 s statt 1/8000 s) und der langsamere Filmtransport mit 2,3 statt 3,5 Bildern je Sekunde. Der Sucher der Contax NX zeigt nur 93 % statt 95 % des Bildes, die Sucherscheiben sind nicht austauschbar. Dafür hat die Contax NX ein eingebautes Blitzgerät, ist aber insgesamt kleiner und mit 605 g auch leichter als die Contax N1 (795 g). Das Bedienkonzept wurde gegenüber der Contax N1 verändert.

### Contax N Digital
Die Contax N Digital (manchmal auch als Contax ND bezeichnet) wurde bereits 2000 bei der Vorstellung des Contax-N-Systems angekündigt, war aber erst 2002 tatsächlich lieferbar. Als erste digitale Spiegelreflexkamera verfügte sie über einen Vollformatsensor, also einen Sensor in voller Größe des Kleinbildformats. Der Sensor ist vom Typ CCD und stammt von Philips.
Die effektive Auflösung beträgt 6,04 Megapixel (2008 × 3008), Empfindlichkeiten von ISO 25 bis 400 stehen zur Verfügung. Die Speicherung erfolgt wahlweise in den Formaten JPEG, TIFF oder im Contax-spezifischen RAW-Format. In letztgenanntem Fall können die Bilder jedoch nicht auf dem 2-Zoll-LC-Bildschirm der Kamera angezeigt werden.
Die Speicherung erfolgt auf CompactFlash-Speicherkarten, das Auslesen der aufgezeichneten Bilder über eine FireWire-Schnittstelle (IEEE 1394). Zur Stromversorgung dienen Akkus vom Typ AA, wobei die Verwendung von Akkus hoher Kapazität dringend empfohlen wird.
Das Gehäuse der Contax N Digital entspricht weitgehend dem der Contax N1, ist aber im Bodenbereich deutlich vergrößert. Die sonstigen Funktionen entsprechen denen der Contax N1.
Die Auslieferung der Contax N Digital erfolgte zunächst nur sehr schleppend, die Kamera hatte am Anfang einige Probleme, von denen einige nie behoben werden konnten. Hierzu zählen der extrem hohe Stromverbrauch und das starke Rauschen bereits bei Empfindlichkeiten ab ISO 200. Die kamerainterne Konvertierung ins JPEG-Format war mit deutlichen Qualitätseinschränkungen verbunden, ebenso wurde die mitgelieferte Konvertierungssoftware „RAW Data Developer“ übereinstimmend als wenig brauchbar eingestuft. Erst als die Software Adobe Photoshop das RAW-Format der Contax N Digital lesen konnte, konnten ihre Möglichkeiten ausgenutzt werden.
Aufgrund der Probleme wurde der Verkauf der Contax N Digital 2004, also noch vor dem restlichen Contax-N-System, eingestellt.

## Objektive
Die Objektive für die Contax-Kameras wurden traditionell von Zeiss zugeliefert. Wer die Auftragsfertigung der Objektive für das N-System übernommen hat, ist nicht bekannt, bei den Objektiven für das Contax/Yashica-System war es in den meisten Fällen Kyocera selbst.
Die Objektive für das Contax-N-System sind überwiegend sehr voluminös und schwer aufgebaut, allen Objektiven gemeinsam ist die Kunststoffverkleidung mit sehr griffigen Bedienungselementen. Das Bajonett ist ausschließlich auf elektronische Datenübertragung ausgelegt, der Fokusmotor befindet sich im Objektiv. Trotzdem verfügen die Objektive des N-Systems über einen Ring zur Blendeneinstellung.
Der Ausbau des Objektivsystems endete mit Einführung des Planar T* 1,4/85 mm und des Tele-Apotessar T* 4,0/400 mm. Da als Standard- und als Tele-Zoom jeweils zwei Konstruktionen unterschiedlicher Preislage angeboten wurden, blieben trotz eines Gesamtsortiments von neun Objektiven erhebliche Lücken, für deren Schließung es auch keine Ankündigungen gab. Mit dem Adapter NAM-1 konnten zwar Objektive der Mittelformatkamera Contax 645 unter Erhalt aller Funktionen (mit Ausnahme des Fokus-Bracketing) angeschlossen werden, doch war diese Option nur für Nutzer interessant, die beide Systeme in Gebrauch hatten. Eine echte Erweiterung des spärlichen Objektivangebots für das N-System war mit diesem Adapter kaum möglich.
Da sich die Objektiv-Adapter NAM-1 (Contax 645 – Contax N) und MAM-1 (Hasselblad V – Contax 645) koppeln lassen, können alle Hasselblad-V-Objektive mit den NX- und N1-Kameras verbunden und genutzt werden.

### Planar T* 1,4/50 mm
Das klassische Standardobjektiv wurde bereits mit der Contax N1 vorgestellt. Die bewährte optische Konstruktion des Vorgängers mit Contax/Yashica-Bajonett mit sieben Linsen in sechs Gruppen wurde übernommen. Das Planar T* 1,4/50 mm verfügt über einen Ultraschallmotor.

### Planar T* 1,4/85 mm
Erst 2003 erschien die N-Version dieses kurzen Tele-Objektivs. Es handelt sich dabei um eine völlige Neukonstruktion, mit zehn Linsen in neun Gruppen ist es das aufwändigste Objektiv dieser Brennweite und Lichtstärke, das jemals gebaut wurde. Auch das Planar T* 1,4/85 mm fokussiert mit einem Ultraschallmotor.

### Makro-Sonnar T* 2,8/100 mm
Ursprünglich war ein Makro-Planar mit gleichen Daten angekündigt, dieses wurde jedoch nicht in Serie gefertigt. Stattdessen erschien als Neukonstruktion das Makro-Sonnar mit zwölf Linsen in acht Gruppen. Es wird über einen Gleichstrommotor fokussiert, bei dem aber wie bei den Objektiven mit Ultraschallmotor von Hand in die laufende Fokussierung eingegriffen werden kann. Die Fokussierung ist bis zum Abbildungsmaßstab 1:1 möglich, für größere Maßstäbe werden die Zwischenringe N13 und N26 benötigt.

### Tele-Apotessar T* 4,0/400 mm
Ein Objektiv mit diesen Daten wurde für die früheren Contax-Kameras nicht angeboten. Mit 3,58 kg ist es das bei weitem schwerste Objektiv im N-System. Es ist aus sieben Linsen in sechs Gruppen aufgebaut und hat einen Ultraschallmotor.

### Vario-Sonnar T* 2,8/17–35 mm
Zoomobjektive dieses Brennweitenbereichs waren bei Canon und Nikon schon lange verfügbar, im N-System deckte es mangels verfügbarer Festbrennweitenobjektive ganz allein den Superweitwinkelbereich ab. Aufgrund der hohen Lichtstärke ist die optische Konstruktion mit 15 Linsen in zehn Gliedern sehr aufwändig, ein Ultraschallmotor übernimmt die Fokussierung.

### Vario-Sonnar T* 3,5–4,5/24–85 mm
Dieses Zoom hat ebenfalls keine Entsprechung im Contax-Yashica-System, es wurde als Standard-Zoom für die Contax N1 vorgestellt. Es verfügt über einen Ultraschallmotor und besteht aus 14 Linsen in zwölf Gruppen.

### Vario-Sonnar T* 3,5–5,6/28–80 mm
Als relativ preisgünstiges und kompaktes Standardzoom für die Contax NX wurde das Vario-Sonnar T* 3,5–5,6/28–80 mm angeboten. Die optische Konstruktion besteht aus sieben einzelstehenden Linsen, fokussiert wird mit einem Gleichstrommotor ohne Möglichkeit des manuellen Eingreifens in die automatische Fokussierung.

### Vario-Sonnar T* 3,5–4,5/70–200 mm
Ebenfalls zusammen mit der NX vorgestellt wurde dieses Tele-Zoom. Es ist aus 14 Linsen in elf Gruppen aufgebaut und wird ebenfalls mittels Gleichstrommotor fokussiert.

### Vario-Sonnar T* 4,0–5,6/70–300 mm
Trotz der geringeren Lichtstärke handelt es sich beim Vario-Sonnar T* 4,0–5,6/70–300 mm um eine sehr aufwändige Konstruktion mit 16 Linsen in elf Gruppen und einem Ultraschallmotor.

## Zubehör
Das Contax-N-System ist mit den Blitzgeräten des Contax/Yashica-Systems kompatibel, so dass keine gesonderten Blitzgeräte benötigt wurden. Die üblichen Zubehörteile wie Wechselsucherscheiben (nur N1 und N Digital), externe Stromversorgungen, Sucherzubehör und Fernauslöser standen zur Verfügung.

### Datenrückwände
Eine traditionelle Besonderheit von Contax-Kameras ist die Möglichkeit der Dateneinbelichtung mit Datenrückwänden auf den Filmsteg statt wie meistens üblich ins Bild. Diese Möglichkeit bietet klassenuntypisch auch die Contax NX mit der Datenrückwand D-11. Die Multifunktionsdatenrückwand D-10 für die Contax N1 bietet darüber hinaus Intervallfunktionen und die Einbelichtung der Aufnahmedaten.

### Batteriehalter
Mit den Batteriehaltern P-9 (für Contax N1) und P-10 (für Contax NX) ist die Verwendung von AA-Batterien statt der Lithiumbatterien möglich. Als externes Gehäuse für Akkus oder Batterien stehen die Batterieteile P8 und P8D zur Verfügung, für die Contax N Digital das Batterieteil P-8D2.

### LCD-Sucher FE-1
Nicht exklusiv an das N-System gebunden, aber doch eine Spezialität von Contax ist der LCD-Sucher FE-1, mit dem das Sucherbild auf einen LC-Bildschirm übertragen wird und der auch als Fernauslöser fungieren kann. Mit der Contax NX kann er nicht verwendet werden.